# Промпродукт
Промпродукт (рос. промпродукт, англ. middlings; нім. Mittelprodukt n, Mittelgut n, Zwischenprodukt n, Zwischenerzeugnis n) — проміжний продукт збагачення корисних копалин, що за вмістом корисного компонента не є кондиційним концентратом чи відвальними хвостами і потребує подальшої переробки у технологічній схемі. П. — це механічна суміш зростків з розкритими зернами корисних компонентів та пустої породи, яка перед перезбагаченням потребує подрібнення (на відміну від мік-сту, який являє собою переважно механічну суміш і може перезбагачуватися без додаткового подрібнення). У вуглезбагаченні П. здебільшого виділяється і відвантажується як низькосортне енергетичне паливо. Повна назва — проміжний продукт.